# Zigzag Gully
Die Zigzag Gully (englisch für Zickzack-Rinne) ist eine steilwandige, enge und sinusförmige Schlucht auf der Livingston-Insel im Archipel der Südlichen Shetlandinseln. Auf der Byers-Halbinsel verläuft sie 1,7 km südlich des Chester Cone in nord-südlicher Ausrichtung zu den South Beaches.
Das UK Antarctic Place-Names Committee benannte sie 1993.